# Start (Luftfahrt)

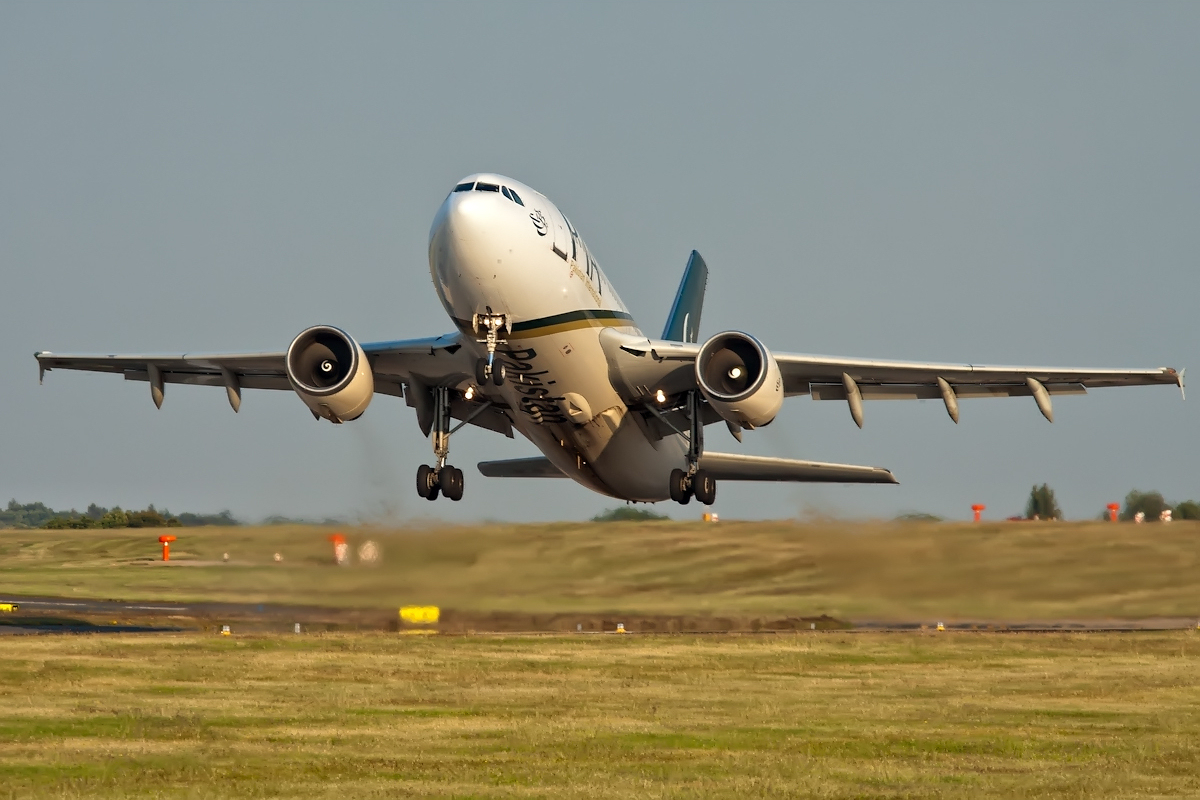
Ein Airbus A310 beim Start

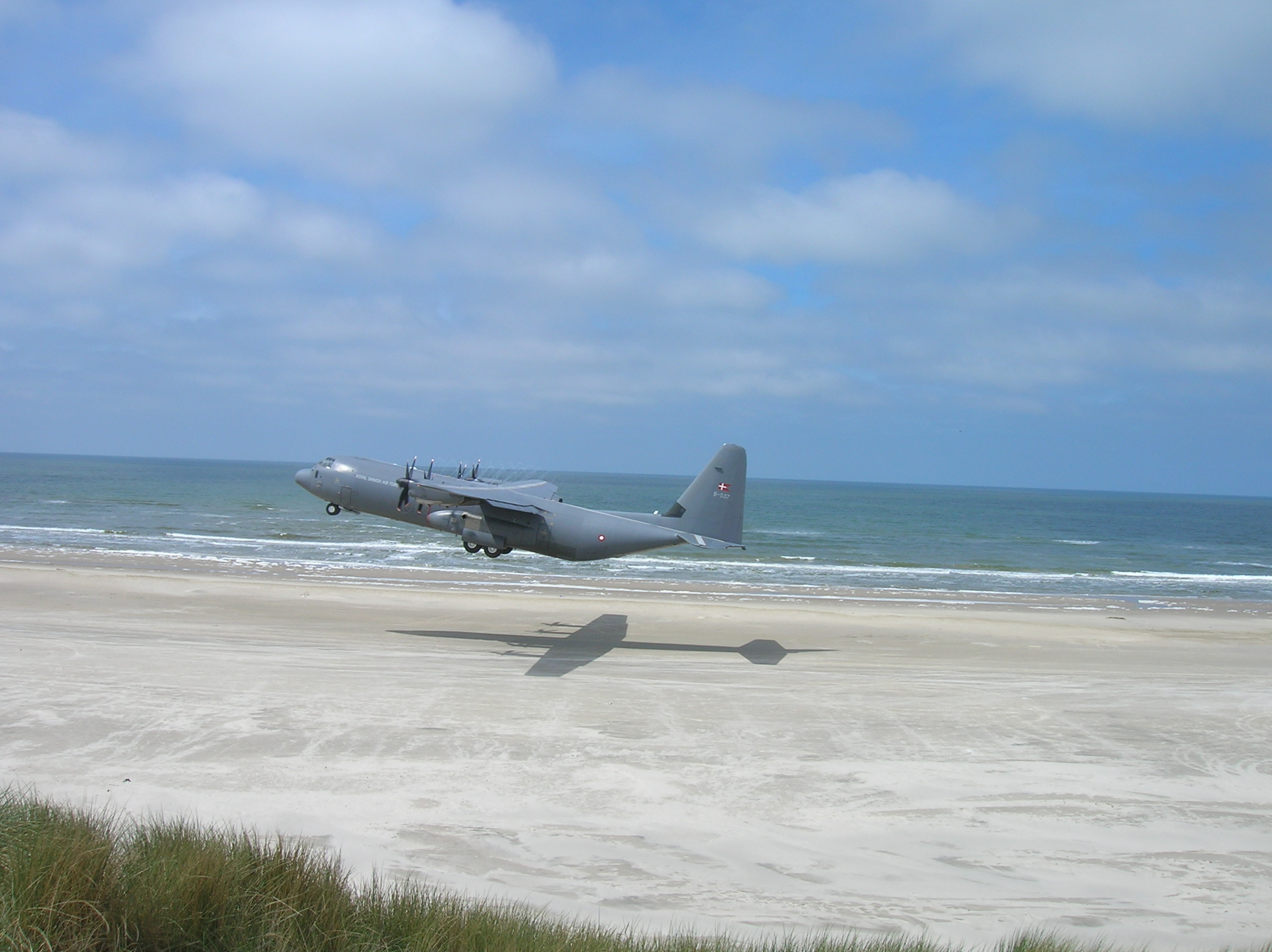
Lockheed C-130 der Dänischen Luftstreitkräfte beim Start auf Vejers Strand

Der Start oder Abflug (englisch takeoff oder take-off) ist in der Luftfahrt der Beginn des Fluges eines Luftfahrzeuges von einem Flugplatz oder einem anderen Startplatz – wie einem Hubschrauberstartplatz, einem Gewässer, einem Flugzeugträger oder einer Rampe. Mit dem Abheben beginnt das Flugobjekt je nach Bau- oder Nutzungsart zu fliegen (Flugzeuge, Drehflügler, Hängegleiter etc.) oder zu schweben (Luftschiffe, Heißluftballons, Gasballons etc.). Gemäß der ICAO-Begriffsdefinition erstreckt sich der „Start“ vom Setzen der Startleistung (bzw. Beginn des Rollvorgangs bei motorlosen Luftfahrzeugen) bis zum Erreichen einer Höhe von 35 Fuß (10,67 Meter) über dem Boden oder dem Einziehen des Fahrwerks. Das Abheben, nicht der gesamte Startvorgang, ist ein einleitendes Flugmanöver für den Steigflug.
Beim Abheben muss das Objekt die Gewichtskraft überwinden. Daher muss die Auftriebskraft stärker als die Gewichtskraft sein. Die Startart ist bauart- und nutzlastbedingt verschieden. Die meisten Flächenflugzeuge beschleunigen in der Horizontalen, bis sie ihre Abhebegeschwindigkeit erreicht haben. Ausnahmen sind Senkrechtstarter und Mischformen zwischen Drehflüglern und Flugzeugen wie etwa Flugschrauber oder Wandelflugzeuge. Hubschrauber und andere Drehflügler erzeugen die Kraft zur Überwindung der Gewichtskraft mithilfe von rotierenden Rotorblättern und müssen sich daher beim Start nicht horizontal bewegen. Raketen entzünden flüssige oder feste Brennstoffe zur Gewinnung von Rückstoßkraft, um sich fortzubewegen.
Bei Flugzeugen und Hubschraubern wird von Abheben, bei Ballons und Luftschiffen jedoch von Aufstieg gesprochen. Auch in der Raumfahrt wird z. B. bei einer Rakete von einem Raketenstart gesprochen.

## Startvorbereitung

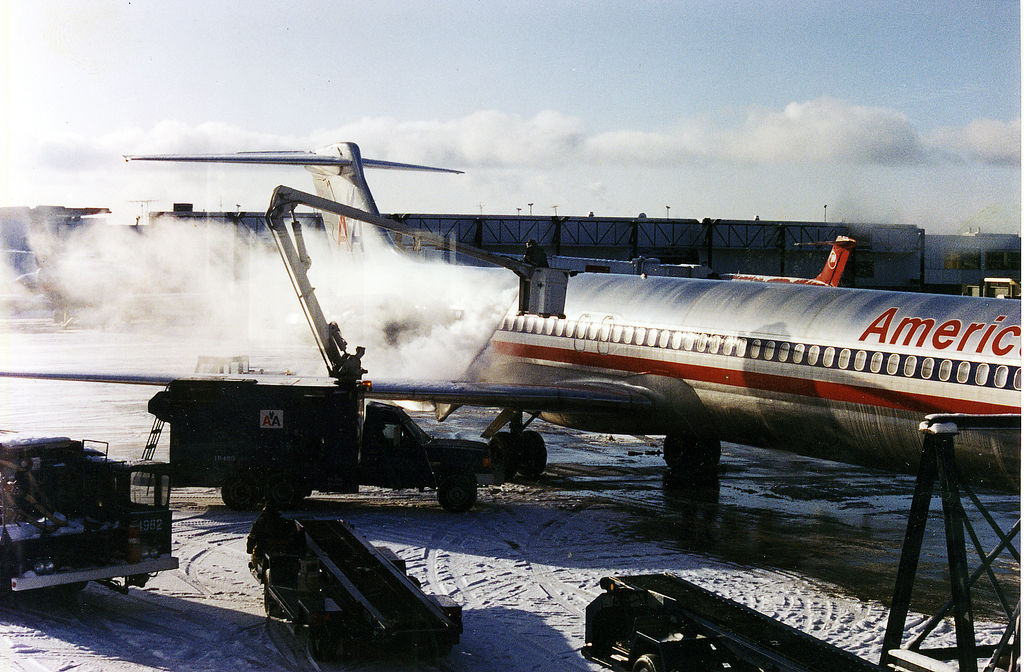
Enteisung

Um einen erfolgreichen Start zu gewährleisten, finden im Vorfeld teilweise umfangreiche Vorbereitungen statt. Während in der allgemeinen Luftfahrt der Pilot bei der Bewältigung dieser Aufgaben meist auf sich allein gestellt ist, sind in der Verkehrsfliegerei mehrere organisatorische Abteilungen dafür aufgeboten.
Der Flugwetterdienst stellt über persönliche Beratung, fernschriftliche Aussendungen, Internet und Automatic Terminal Information Service (ATIS) die Informationen über Wetter am Abflugort, Streckenwetter und Wettervorhersage für den Zielflugplatz und Ausweichflugplätze zur Verfügung.
Auch über mögliche Vereisungsbedingungen gibt der Flugwetterdienst Auskunft. Vereisungsbedingungen am Boden stellen eine Gefahr für den Start dar, weil Eis an den Tragflächen die Aerodynamik deutlich verschlechtert und das Startgewicht des Luftfahrzeugs erhöht.
Der Enteisungs-Dienst kann die Oberflächen des Flugzeugs von Schnee und Eis befreien. Enteisungsmittel ist ein Gemisch aus Wasser, Alkohol (Glycol) und Zusatzstoffen. Anschließend können die Oberflächen mit einer gelartigen, alkoholischen Flüssigkeit überzogen werden, die für eine gewisse Zeit den neuerlichen Ansatz von Eis oder Schnee verhindert. Die Zeit, die mindestens vom Beginn der Oberflächenbehandlung bis zum Start zur Verfügung steht, nennt man hold over time (HOT). Sie ist in Tabellen festgelegt und ist abhängig von der Güte und der Konzentration der Enteisungsflüssigkeit, der Außentemperatur und der Art des Niederschlages. Die Piloten müssen darauf achten, die HOT nicht zu überschreiten. Im Falle einer unvorhergesehenen Verzögerung vor dem Start muss der Enteisungsvorgang wiederholt werden.
Flugverkehrskontrollstellen (ATC) nehmen telefonisch, schriftlich oder fernschriftlich bzw. via Internet Flugpläne entgegen und erteilen Abflugbeschränkungen, so genannte slots, falls die Verkehrsdichte es erfordert. Flugplanungsbüros berechnen mit einem geschätzten Abfluggewicht die günstigste Flugroute und Flughöhe und den daraus resultierenden Bedarf an Treibstoff.
Alle für die Durchführung des Fluges relevanten Informationen über die Einsatzbereitschaft von Flugplatzeinrichtungen, Flugnavigationshilfen und anderen täglich wechselnden Bedingungen wie etwa Bautätigkeit im Bereich von Flughäfen werden über die ATC in Form von Notices To Air Men (NOTAM) weitergegeben. Die Piloten sind verantwortlich für die Kenntnisnahme der in den NOTAM publizierten Informationen.
Der technische Status wird in der Regel in einem am Flugzeug verbleibenden Logbuch, auch TechLog (kurz für technical logbook) genannt, dokumentiert. Sind darin keine Einträge vermerkt, kann der Pilot davon ausgehen, dass alle technischen Systeme des Luftfahrzeuges einwandfrei funktionieren. Sind Einträge durch Piloten oder Wartungspersonal vorhanden, liegt es am Piloten, durch seine Unterschrift die Betriebsklarheit des Flugzeuges zu bestätigen. Um diese Entscheidung zu ermöglichen, geben die Flugzeughersteller eine Liste heraus, die die minimalen technischen Voraussetzungen für das jeweilige Flugzeug auflistet. Diese Liste wird Minimum Equipment List genannt (MEL) und muss von der Luftfahrtbehörde des Betreiberstaates anerkannt sein.
Findet ein Pilot oder ein Flugzeugwart ein System als fehlerhaft vor, trägt er diesen Fehler ins TechLog ein. Erlaubt die MEL den Betrieb des Flugzeuges trotz des Fehlers, kann der Flug durchgeführt werden. Die MEL ist nur vor dem Start relevant. Fehler, die nach dem Start auftreten, werden nach Möglichkeit nach Checklisten abgearbeitet. Die Problemlösungskompetenz liegt im Flug voll und ganz beim Piloten, er kann auch ohne Zustimmung der ATC Entscheidungen treffen. Er haftet unter Umständen auch persönlich für strafrechtliche oder wirtschaftliche Folgen.
Der Pilot muss vor jedem Flug eine Vorflugkontrolle durchführen und sich über die Information im TechLog hinaus von der Lufttüchtigkeit des Flugzeuges überzeugen. In der allgemeinen Luftfahrt bestimmt das Flugzeughandbuch über die zu überprüfenden Bereiche, in der Verkehrsfliegerei dienen dazu verbindliche Checklisten.
Sofern sie Triebwerksstart und Bewegung eines Flugzeuges betreffen, werden Startabläufe eng mit der Flugsicherung bzw. Flugplatzaufsicht kommuniziert. An kontrollierten Flugplätzen gibt es verschiedene Ansprechpartner der Flugsicherung. In der Regel nimmt der (Ko)pilot zunächst mit der Stelle Kontakt auf, die den Flugplan aktiviert und die Streckenfreigabe erteilt (clearance delivery), dann fragt der (Ko)pilot um Rollfreigabe bei der Bodenkontrollstelle an (ground), von der der (Ko)pilot gegebenenfalls an den Enteisungsdienst weitergegeben wird. Der letzte Ansprechpartner am Boden ist der Tower (tower), der die Startfreigabe erteilt.

## Technik
Gewöhnliche Flugzeuge benötigen eine Startbahn, auf der sie bis zum Abheben beschleunigen können (CTOL – Conventional Take-Off and Landing) bzw. auf der sie beim Landen nach dem Aufsetzen bremsen können. Einige Flugzeuge haben ein besonders robustes Fahrwerk; dieses ermöglicht ihnen das Starten und Landen auf Naturpisten.
Senkrechtstarter, Hubschrauber, Ballons, Raketen und Luftschiffe nutzen einen Start- und Landeplatz; sie können fast überall starten und 'außenlanden'.

### Flugzeuge

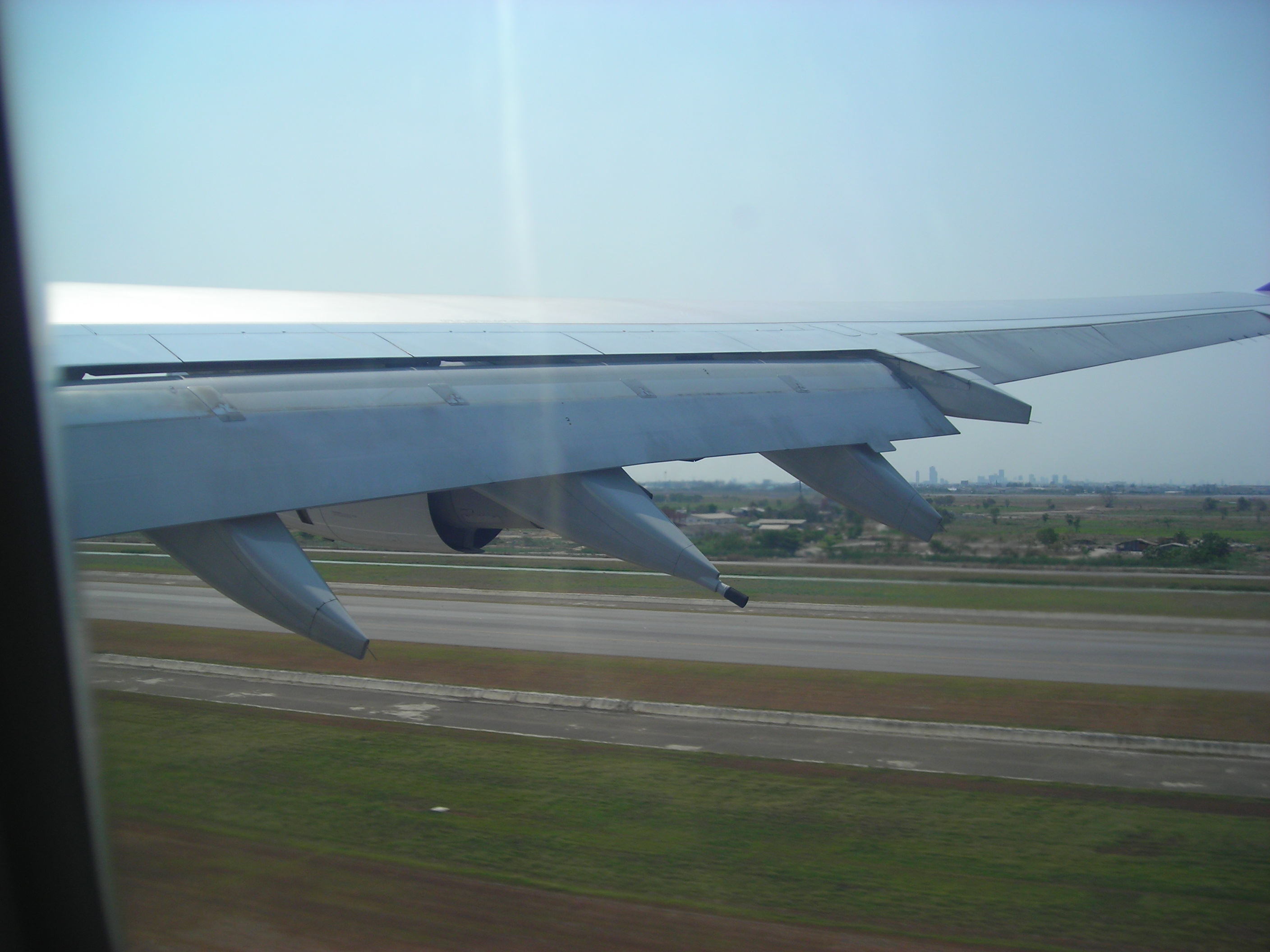
Landeklappen sind beim Abheben ausgefahren und zeigen nach unten

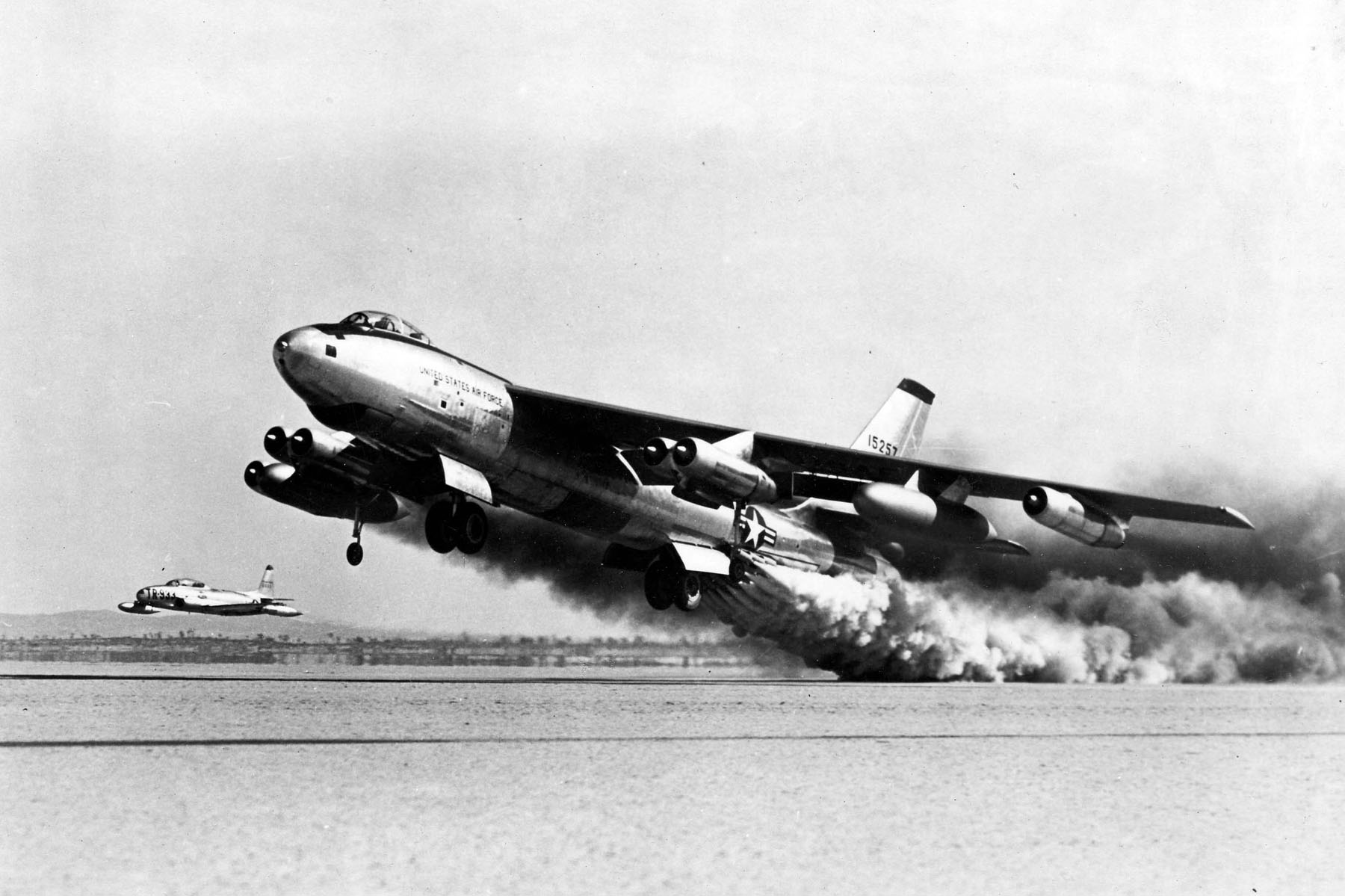
Eine Boeing-XB-47-Stratojet-Bomber startet mit Unterstützung von Startraketen (US-Luftstreitkräfte)

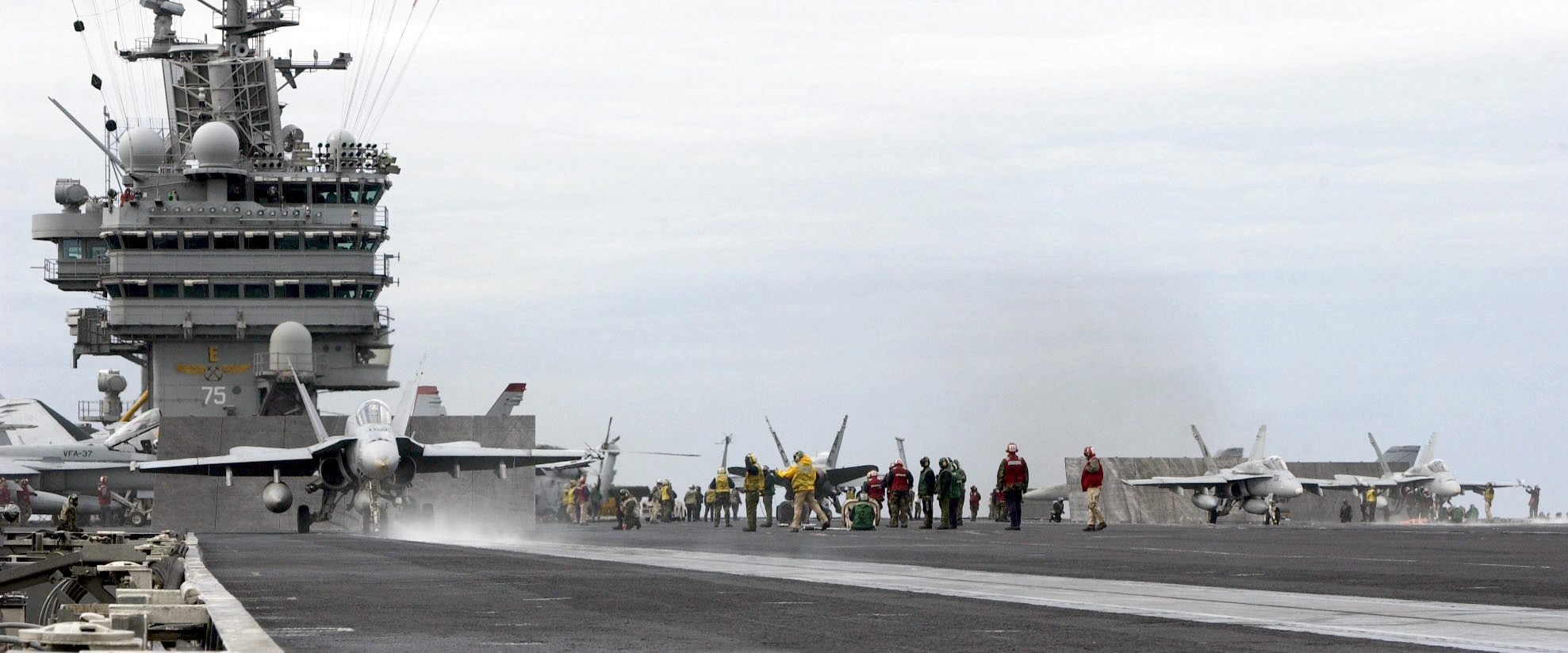
McDonnell Douglas F/A-18 beim Katapultstart von der Harry S. Truman

Gewöhnliche Flugzeuge starten von einer Startbahn und benötigen zum Starten eine Mindestgeschwindigkeit relativ zur umgebenden Luft. Diese beträgt bei Verkehrsflugzeugen zwischen 250 und 345 km/h, Leichtflugzeuge benötigen etwa 80 bis 150 km/h, Gleitschirme ca. 20 km/h, Hängegleiter 20 bis 25 km/h. Flugzeuge rollen auf stickstoffgefüllten Flugzeugreifen. Die Räder laufen bzw. rollen nur frei mit, d. h., sie werden nicht wie bei einem Kraftfahrzeug angetrieben, sind jedoch meist mittels der Radbremsen bremsbar. Gleitschirme und Hängegleiter müssen beim üblichen Laufstart fußläufig auf die nötige Geschwindigkeit beschleunigt werden.
Motorflugzeuge starten von der Horizontalen aus, indem sie mittels Propeller- oder Triebwerksschub stark beschleunigen. Der Startlauf muss geradlinig erfolgen. Dabei ist Gegenwind ideal und Seiten- oder Rückenwind ungünstig. Rückenwind schränkt die Auftriebsfähigkeit ein, Seitenwind die Steuerungsfähigkeit. Segelflugzeuge werden durch fremde Hilfe (Winden, Gummiseilstart oder Motorflugzeuge) beschleunigt. Bei Wasserflugzeugen werden anstelle der bereiften Fahrwerke kufenartige Schwimmer eingesetzt, die während Startlaufes ins widerstandsarme Gleiten kommen, um die nötige Startgeschwindigkeit zu erreichen.
Während des Startlaufs nutzen viele Flugzeuge ihre Triebwerksleistung voll aus. Besteht ein berechenbarer Leistungsüberschuss, kann die Triebwerksleistung bei Verkehrsflugzeugen auf maximal 25 % unter Volllast reduziert werden, um die Temperatur der Triebwerke zu reduzieren und damit ihre Lebensdauer zu verlängern. Eine Anstellwinkelerhöhung führt zu einem Anstieg des aerodynamischen Auftriebs an den Tragflächen, womit ab einer bestimmten Geschwindigkeit die Gewichtskraft überwunden wird und das Abheben möglich ist. Hierbei rotiert das Flugzeug um seine Querachse, was durch die Änderung der Höhenruder bewirkt wird. Danach hebt das Flugzeug ab und steigt bis zur geplanten Flughöhe auf, wo der Steigflug endet und in den Reiseflug übergeht. Da während des Starts die Geschwindigkeit noch relativ gering ist, sind zur Verbesserung des Auftriebs und zur Vermeidung eines Strömungsabrisses die Landeklappen etwas ausgefahren. Nach dem Start wird sehr häufig der Kurs gewechselt, da die Startbahnen nur selten der Richtung entsprechen, in die das Flugzeug gesteuert werden soll.
Den Vorgang der Beschleunigung bis zum Rotieren nennt man Startlauf, er stellt die erste Phase des Starts dar. Vor dem Rotieren besteht die Möglichkeit, den Start abzubrechen, ohne über das Startbahnende hinaus zu geraten.
Um den Piloten von Flugzeugen die Entscheidung zu ermöglichen, einen Start beim Auftreten eines Problems abzubrechen oder fortzusetzen, wird eine Entscheidungsgeschwindigkeit {\displaystyle v_{1}} errechnet. Sobald das Flugzeug während der Beschleunigung diese Geschwindigkeit erreicht hat, ist die verbleibende Startbahn nicht mehr lang genug, um den Start abzubrechen. Die Berechnung berücksichtigt alle Faktoren, die die Startrollstrecke beeinflussen. Außerdem wird den Piloten eine Reaktionszeit von einer Sekunde zugestanden. {\displaystyle v_{1}} ist also eine Geschwindigkeit, bis zu deren Erreichen die Entscheidung für oder gegen einen eventuellen Startabbruch getroffen sein soll; ein Abbruch danach ist zwar möglich, führt aber unweigerlich ins Gelände.
Kurz nach dem Abheben wird nach Möglichkeit das Fahrwerk eingefahren, um den Luftwiderstand zu verringern. Es gibt jedoch auch Flugzeugtypen, deren Fahrwerk nicht einfahrbar ist. Beim Start und bei der Landung gibt es zahlreiche Sicherheitsvorkehrungen; Beispiele: Die Insassen müssen angegurtet sein (Schutz beim Aufprall), die Tische vor den Sitzen der Passagiere müssen hochgeklappt sein, elektrische und elektronische Geräte der Passagiere ausgeschaltet (Interferenzen) sein und das Rauchen ist aus Brandschutzgründen – in Deutschland generell in Flugzeugen verboten – einzustellen (Reduzierung der Zündquellen).
Auf vielen (nicht allen) Flugzeugträgern werden startende Flugzeuge zusätzlich zu ihrem eigenen Triebwerk mit einem Flugzeugkatapult beschleunigt. Dies ermöglicht besonders kurze Startbahnen, siehe Startbetrieb auf einem Flugzeugträger.

### Senkrechtstarter
Die Luftfahrzeuge des Typs VTOL (Vertical Take-Off and Landing) starten senkrecht, die seltenen Kippflügelflugzeuge beherrschen sowohl den Start im Horizontal- als auch im Schwebeflug, was ihnen ähnliche Fähigkeiten wie ein Hubschrauber gibt.

### Hubschrauber und Tragschrauber

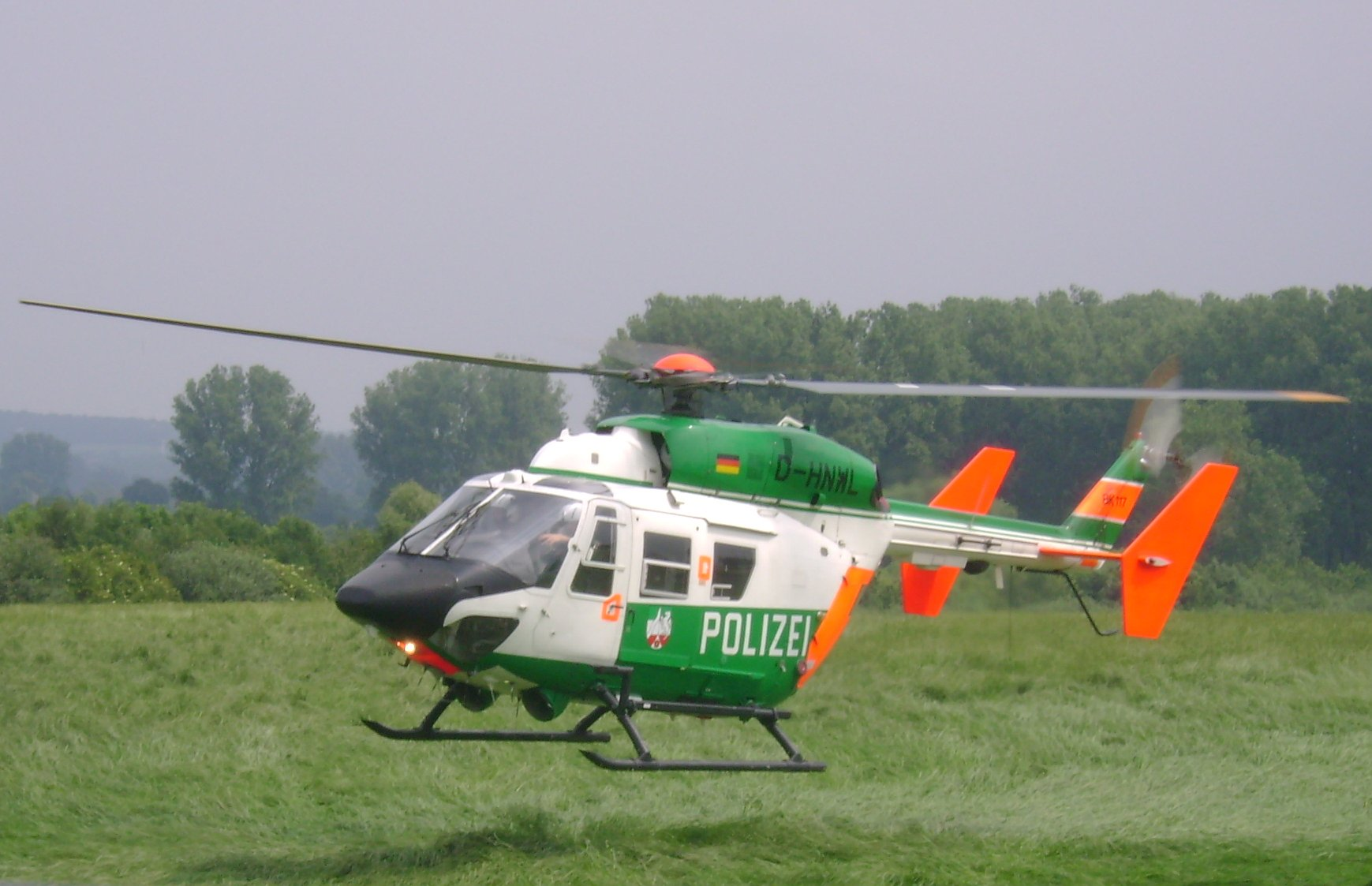
MBB BK 117-B2 der Polizei NRW beim Abheben

Die Hubschrauber starten entweder von Hubschrauberstartplätzen oder vom Gelände, seltener auch von Gewässern aus. Der Hubschrauber hebt ab, wenn – nachdem der oder die Hauptrotoren durch die Triebwerke auf die notwendige Mindestdrehzahl beschleunigt wurden – der Blattanstellwinkel der Hauptrotorblätter durch Ziehen des Pitchhebels kollektiv erhöht wird und der dadurch entstehende Auftrieb größer als die Masse des Hubschraubers wird. Normalerweise erfolgt ein solcher Start ohne Relativgeschwindigkeit zum Boden. Hubschrauber mit Radfahrwerken können auch ähnlich einem Flächenflugzeug aus einem Startlauf auf einer Startbahn starten, hieraus ergeben sich Vorteile hinsichtlich der möglichen Nutzlast.
Tragschrauber (Gyrokopter) starten aus der Horizontalen mit einem Startlauf. Um die nötige Anfangsdrehzahl des freilaufenden Rotors zu erreichen, sind entweder Rollmanöver gegen den Wind oder die Nutzung einer Prerotation-Vorrichtung hilfsweise unmittelbar vor dem Startlauf notwendig, die per Elektro- oder Hydraulikmotor oder durch eine vom Antriebsmotor angetriebene mechanische Welle eine Mindestdrehzahl sicherstellen, bevor der Rotor passiv durch die Anströmung des Fahrtwindes während des Startlaufes weiter auf Flugdrehzahl beschleunigt wird.

### Luftschiffe
Luftschiffe starten vom Ankermast aus. Sie steigen auf, weil ihr Gas für den Auftrieb eine geringere Dichte als die sie umgebende Luft aufweist.

### Ballons
Ballons benötigen zum Start lediglich einen Platz, der ausreicht, um die Ballonhülle zu füllen. Bei Heißluftballons wird die Luft im Ballon so weit erhitzt, dass der Auftrieb der Luft das Gewicht von Ballon und Gondel mehr als aufhebt.
Personentragende Gasballons starten, indem sie geleichtert werden. Das heißt, es wird Ballast abgeworfen. Bei starkem Bodenwind sitzen vier Helfer auf dem Korbrand, die auf Kommando gleichzeitig abspringen. Dadurch wird der Ballon schlagartig erleichtert, was gefährliches Schleifen auf der Startwiese verhindert.

### Raketen
Raketen benötigen einen Raketenstartplatz an Land oder selten auch auf einem U-Boot oder Raketenschiff. Der Abschuss von Raketen im militärischen Bereich ist jedoch von Kampfflugzeugen (im Flug) sehr verbreitet. Diese Raketen sind unter den Tragflächen oder unter dem Rumpf befestigt. Durch die Auslager des Raketenstartplatz wird das Objekt geführt nach oben oder schräg zum Himmel verschossen, bis es von selbst fliegt; dabei spricht man von einem Raketenstart.
Boden-Luft-Raketen des Militärs können auch von Lastkraftwagen abgeschossen werden. Sehr kleine Raketen wie die Panzerabwehrrakete MILAN oder Geschosse von Panzerfäusten können auch von der Schulter eines Soldaten oder von einem mobilen Dreibein aus abgefeuert werden. Die Mehrzahl der Raketen wird zum Starten über eine Startrampe verschossen. Hier ist ein Countdown bis zum Abheben üblich.

### Hängegleiter

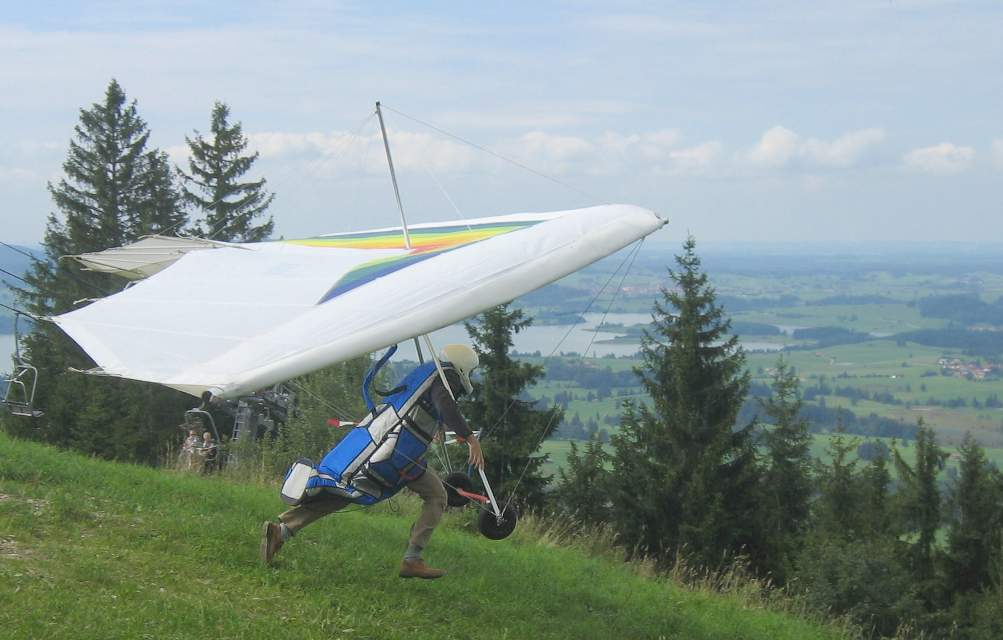
Hangstart eines Hängegleiters

Beim Hangstart muss der Pilot eines Hängegleiters die notwendige Geschwindigkeit für einen sicheren Start erreichen. Dabei hilft ihm die Neigung am Hang. Um den Startlauf auf unebenem Gelände zu erleichtern, sind in vielen Fluggeländen Startrampen angelegt.

### Gleitschirme
Im Unterschied zu anderen Fluggeräten bekommt der Gleitschirm seine Form erst durch den Fahrtwind. Er wird vom Gleitschirmpiloten auf einer Wiese ausgelegt und dann ähnlich wie ein Drachen steigen gelassen. Dabei füllt sich der Schirm mit Luft und bekommt die Form eines gebogenen Flügels. Anschließend steht der Schirm steil über dem Piloten. Bei ausreichend Wind kann der Pilot den Schirm längere Zeit in dieser Position halten und mit den Bremsleinen kontrollieren. Zum eigentlichen Start gibt der Pilot die Bremsleinen frei und läuft hangabwärts. Nach wenigen Schritten wird er vom Boden weg gehoben. Für den Start benötigt man einen steilen Hang mit genügend baumloser Fläche, auf der der Gleitschirm ausgelegt werden kann.
Gleitschirme können auch mit einer Winde gestartet werden.

## Unterstützung
Autopiloten sind in der Zivilluftfahrt für die Abwicklung des gesamten Startprozesses nicht zugelassen. Es gibt jedoch verschieden automatisierte Systeme (bei Verkehrsflugzeugen beispielsweise automatische Triebwerksteuerung im Take-Off/Go-Around-Modus TOGA) sowie die Fluglotsen, die den Piloten beim Start mit Informationen unterstützen.

## Ablauf im Cockpit

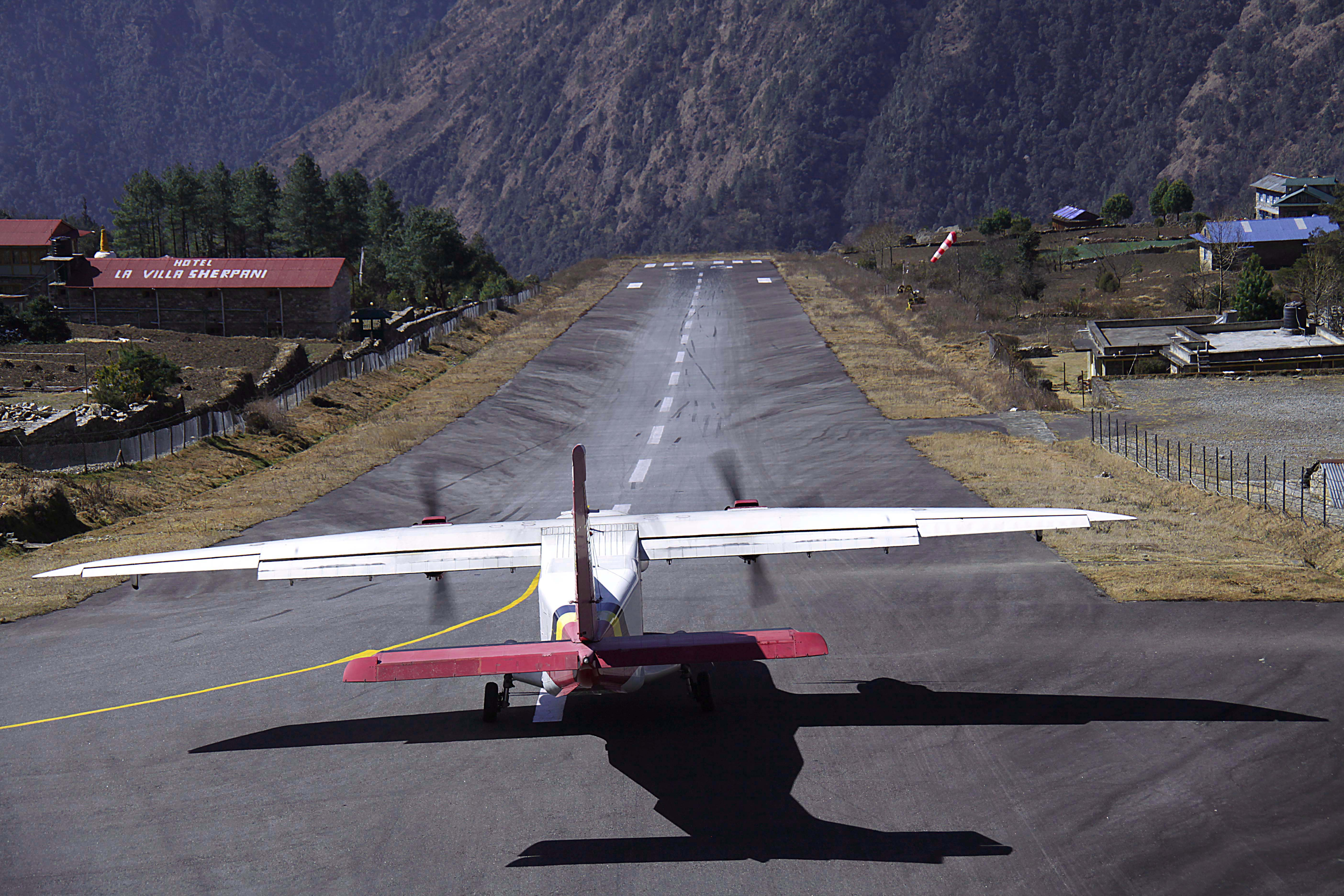
Start im Himalaya

Dieser Abschnitt beschreibt den Start eines herkömmlichen Strahlflugzeugs aus der Sicht der Piloten.
Vor dem Start werden Berechnungen durchgeführt, um das maximale Abfluggewicht zu erhalten. Dieses Gewicht, in der Fachsprache Höchstabfluggewicht (MTOW), hängt von der Triebwerksleistung, Umwelteinflüssen wie Wind, Temperatur, Luftdruck, und der Beschaffenheit und Länge der Startbahn ab. Nach Abschluss der Beladung wird mit dem tatsächlichen Abfluggewicht, in der Fachsprache Actual Take Off Weight, eine Berechnung zur Festlegung der Geschwindigkeiten V1, Vr und V2 und zur Reduzierung des Startschubes, falls zulässig, durchgeführt.
Noch am Boden steht das Flugzeug auf einer Parkposition, die es entweder aus eigener Kraft oder mit Hilfe eines Flugzeugschleppers verlassen kann. Über das Rollbahnsystem erreicht es dann eine Position vor der Startbahn. Auf dem Weg zur Startbahn wird eine Checkliste abgearbeitet, wobei abhängig vom Flugzeugtyp diverse Überprüfungen (Bremsen, Ruder) durchgeführt und die Startklappen auf die vorberechnete Stellung ausgefahren werden. Ebenso wird ein eventuell vorhandenes automatisches Bremssystem so eingestellt, dass es im Falle einer abrupten Triebwerksleistungsreduzierung durch die Piloten automatisch den Bremsvorgang einleitet (Rejected Take-Off). Nachdem die Piloten die Freigabe dazu erhalten haben, rollen sie auf die Bahn (engl.: line up) und richten das Flugzeug an der Startbahnmitte aus. Außerdem werden unabhängig von der Tageszeit die Landescheinwerfer eingeschaltet.
Jetzt beginnt der eigentliche Startvorgang; nach erhaltener Startfreigabe wird die Triebwerksleistung per Schubhebel  zunächst auf ca. 50 % erhöht und nach einem kurzen Check, ob die Triebwerke störungsfrei laufen, auf das Maximum oder eine berechnete reduzierte Startleistung gebracht. Nun beschleunigt das Flugzeug entlang der Bahnmitte. Bei einer Geschwindigkeit von 80 Knoten wird diese vom Pilot not flying, dem nicht fliegenden Piloten, ausgerufen. Dies dient der Überprüfung, ob beide Fahrtmesser ordnungsgemäß funktionieren. Der nächste Ausruf erfolgt bei der Geschwindigkeit V1. Ist sie überschritten, darf der Start auch beim Ausfall eines Triebwerks (einer Maschine mit zwei oder mehr Triebwerken) nicht mehr abgebrochen werden. Allerdings wird noch nicht sofort abgehoben; erst nachdem die Geschwindigkeit VR erreicht wird, erfolgt der Ausruf „Rotate!“. Nun wird die Nase leicht angehoben und das Flugzeug hebt ab. Nach dem Erreichen einer positiven Steigrate wird das Fahrwerk eingefahren; bei V2 kann ein sicherer Steigflug fortgesetzt werden. Ab einer jeweils festgelegten Höhe, die meist zwischen 300 und 1500 Meter liegt, wird normalerweise die Geschwindigkeit erhöht, um die Startklappen einfahren zu können, ohne dass es zu einem Auftriebsverlust kommt. Nun wird wieder eine Checkliste abgearbeitet, nach deren Abschluss aus der Sicht der Cockpitbesatzung der Start abgeschlossen ist.

## Risiken

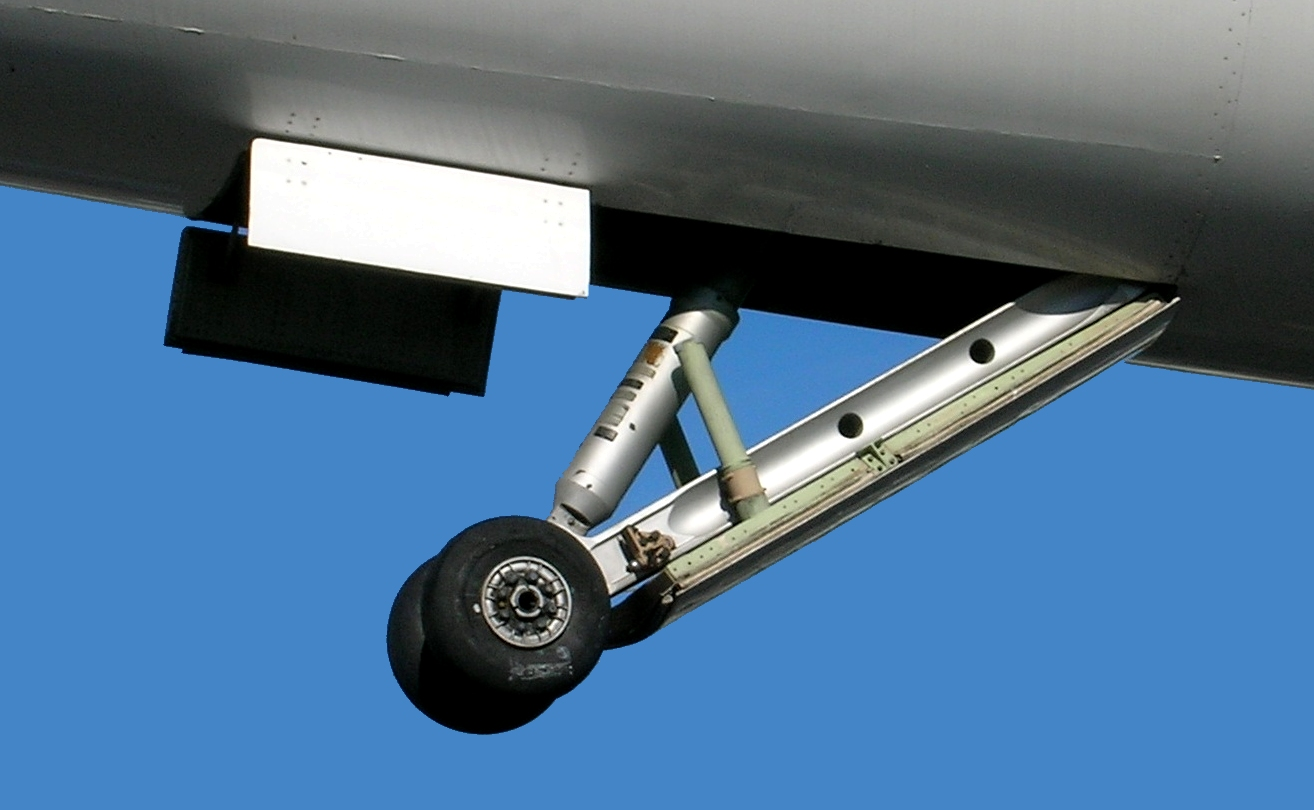
Tailbumper (Rad am Heck einer Concorde)

Beim Start erzielt ein Flugzeug eine hohe Geschwindigkeit zu einem Zeitpunkt, an dem es gerade noch nicht flugfähig ist, aber einen Großteil der befestigten Piste bereits hinter sich hat. In diesem Augenblick, und auch im Moment des Abhebens selbst, sind Störungen technischer oder menschlicher Natur besonders folgenschwer. Das Zeitfenster, das zur Verfügung steht, um einen Fehler zu erkennen und zu korrigieren, ist sehr kurz.
Neben Gegenständen (z. B. kreuzende oder entgegenkommende Flugobjekte, vgl. Kollisionskurs oder Tiere, vor allem Vögel, vgl. Vogelschlag) sind vor allem starke Winde bzw. Windböen ein Risiko beim Start. Des Weiteren können Eis und liegenbleibender Schnee in größeren Mengen auf der Startbahn oder auf den Flügeln/Tragflächen des Fluggerätes sowie Mängel in der Beschaffenheit der Startbahn (Unebenheit, Busch) den Start von Flugzeugen erheblich erschweren.
Eine Herausforderung bei Start und Landung sind starke Seitenwinde. Rumpf und Seitenleitwerk bieten Seitenwind eine große Angriffsfläche. Seitenwind stört die laminare Strömung und kann Turbulenzen (Verwirbelungen/Querströmungen) an Flugzeugteilen verursachen.
Wenn der Pilot beim Start sein Flugzeug zu abrupt hochzieht, kann es zum Aufsetzen des Hecks auf den Boden kommen (Tailstrike). Manche Flugzeuge haben zu dessen Vermeidung ein Rad (Tailbumper).
Weitere Windprobleme sind Rückenwind und Downbursts. Wird nicht genügend Abstand zum kurz zuvor gestarteten Flugzeug gehalten, bestehen Risiken durch Wirbelschleppen. Bei einem zu großen Anstellwinkel kann es zu einem Strömungsabriss („Stall“) kommen.
Bei kritischen Parametern, Zwischenfällen oder bei Kollisionskursen kann der Pilot bis zu einer bestimmten Geschwindigkeit ({\displaystyle v_{1}}) den Start „geordnet“ abbrechen (Fehlstart). Er drosselt die Antriebskraft auf null, aktiviert die Radbremsen des Fahrwerkes und betätigt die Bremsklappen an den Tragflügeln. Zusätzlich wird bei Flugzeugen, die damit ausgerüstet sind, die Schubumkehr aktiviert, die allerdings nur im hohen Geschwindigkeitsbereich wirksam ist. Bei sehr schweren Problemen, beispielsweise Ausfall von Teilen der Flugsteuerung nach Erreichen von {\displaystyle v_{1}}, muss der Pilot sehr schnell abwägen, ob ein Fortsetzen des Starts, eventuell mit anschließender Notlandung, oder ein Startabbruch, der ins Gelände führt, das geringere Risiko darstellt.
Bei Rückenwind muss das Flugzeug beim Abheben eine um die Geschwindigkeit des Windes erhöhte Geschwindigkeit gegenüber dem Boden haben. Das verlängert die Rollstrecke und den Bremsweg im Fall eines Startabbruchs. Außerdem besteht die Gefahr, dass die Räder ihre Maximalgeschwindigkeit überschreiten. Daher ist in der Zulassung für jedes Flugzeug eine maximale Rückenwindstärke festgelegt. In der Passagierluftfahrt sind dies zwischen 10 und 15 Knoten. Spätestens ab dieser Windstärke, oder auf Verlangen des Piloten, wird die Startbahn in entgegengesetzter Richtung betrieben, wodurch aus dem Rückenwind ein Gegenwind wird.
Hängegleiter und Gleitschirmpiloten starten selbst bei schwachem Rückenwind nicht, weil sie dann im Lee des Berges sind und ins Lee starten würden. Dort ist die Luft oft verwirbelt und es gibt Fallwinde.
Statistisch gesehen ereignen sich beim Start verhältnismäßig wenig tödliche Unfälle. Über die Hälfte aller Unfälle mit Todesopfern ereignen sich während des Landeanfluges, nur 17 % beim Start.